# Eva Glawischnig-Piesczek
Eva Glawischnig-Piesczek née Glawischnig le 28 février 1969 à Villach, est une femme politique autrichienne, membre du parti Les Verts - L'Alternative verte (Grünen), dont elle est porte-parole fédérale de 2008 à 2017.